# Basket Team Crema 2018-2019
Questa voce raccoglie le informazioni riguardanti il Basket Team Crema nelle competizioni ufficiali della stagione 2018-2019.

## Stagione
Il Basket Team Crema, sponsorizzato dalla Parking Graf, ha partecipato alla Serie A2 per la dodicesima volta, la settima consecutiva.
Il 24 marzo 2019 conquista la sua seconda coppa Italia di A2, superando in finale il Libertas Moncalieri.

## Verdetti stagionali
Competizioni nazionali
- Serie A2:

stagione regolare: 2º posto su 16 squadre;
play-off: semifinale persa contro Alpo Villafranca (andataː 57-73; ritornoː 78-66).
- Coppa Italia di Serie A2:

vince in finale contro il Libertas Moncalieri (86-75).

## Rosa
|    | Naz.               | Ruolo | Sportivo            | Anno | Alt. |  |  |
| -- | ------------------ | ----- | ------------------- | ---- | ---- |  |  |
| 10 | Croazia (bandiera) | A     | Ivana Blažević      | 1993 | 184  |  |  |
| 11 | Italia (bandiera)  | G     | Paola Caccialanza   | 1989 | 178  |  |  |
| 8  | Italia (bandiera)  | G     | Martina Capoferri   | 1991 | 174  |  |  |
| 13 | Italia (bandiera)  | C     | Gilda Cerri         | 1990 | 185  |  |  |
| 14 | Italia (bandiera)  | G     | Sara Degli Agosti   | 2000 | 171  |  |  |
| 15 | Italia (bandiera)  | C     | Valentina Grassia   | 1998 | 188  |  |  |
| 5  | Italia (bandiera)  | P     | Sara Luna Iuliano   | 2001 | 168  |  |  |
| 3  | Italia (bandiera)  | G     | Francesca Melchiori | 1993 | 174  |  |  |
| 4  | Italia (bandiera)  | AC    | Alice Nori          | 1993 | 183  |  |  |
| 16 | Italia (bandiera)  | A     | Federica Parmesani  | 2003 | 180  |  |  |
| 12 | Italia (bandiera)  | A     | Francesca Parmesani | 1998 | 183  |  |  |
| 17 | Italia (bandiera)  | P     | Norma Rizzi         | 1993 | 175  |  |  |